# Битва при Ландесхуті
Битва при Ландесхуті — битва Семирічної війни, яка відбулась 23 червня 1760 року між австрійськими та прусськими військами поблизу міста Ландесхут (нім. Landeshut) в Сілезії (зараз Каменна Ґура, Польща).
Прусський король Фрідріх II, відправившись в Саксонію, залишив загін генерала Фуке (нім. Heinrich August de la Motte Fouqué) чисельністю близько 10 тисяч чоловік для оборони Ландесхута — транспортного вузла, важливого для постачання прусської армії.
Брат короля, принц Генріх Прусський, у зв'язку з просування російських військ змушений був перемістити війська в Ноймарк. Таким чином, корпус Фуке залишився ізольованим. Цим скористався австрійський генерал Лаудон (нім. Ernst Gideon von Laudon), який зі 38-тисячним військом 22 червня підійшов до Ландесхута, 23 червня обійшов загін Фуке з флангів, атакував його та розгромив.
Прусські війська втратили близько 2 000 чоловік загиблими. 8 000, разом з генералом Фуке, потрапили в полон. Тільки 1 700 пруссаків змогли прорватись у Бреслау під захист фортечних мурів.
Втрати австрійців склали близько 750 загиблих та 2 200 поранених.

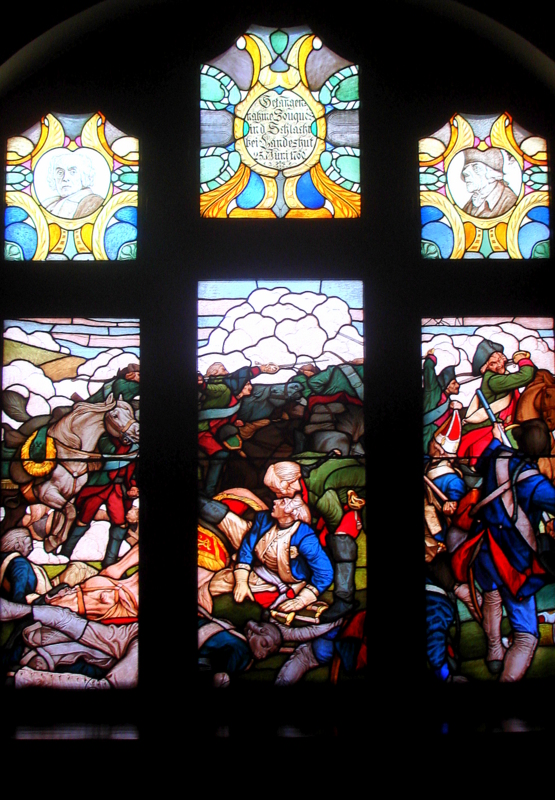
Каменна Ґура, ратуша